# تاريخ هونغ كونغ (1800 – 1939)
شهدت هونغ كونغ بين بداية القرن التاسع عشر وثلاثينيات القرن العشرين تأسيس مستعمرة ملكية جديدة في هونغ كونغ تحت سيطرة الإمبراطورية البريطانية. بعد حرب الأفيون الأولى، سلمت سلالة تشينغ الصينية الحاكمة أراضي هذه المنطقة إلى المملكة المتحدة لبريطانيا العظمى وأيرلندا من خلال معاهدة نانجينغ (1842) ومعاهدة بكين (1860) إلى الأبد، إضافة إلى تأجير أراضٍ إضافية للبريطانيين تحت بنود معاهدة توسعة منطقة هونغ كونغ (1898)، وبالتالي أصبحت هونغ كونغ أحد الأجزاء الأولى من شرق آسيا في دخول مرحلة التحول الصناعي.

## التركيبة السكانية

### التعداد السكاني
عندما رُفع علم المملكة المتحدة فوق نقطة الاستملاك في السادس والعشرين من يناير عام 1841، كان التعداد السكاني لجزيرة هونغ كونغ 7,450 شخص، معظمهم من التانكا (شعوب القوارب) وصانعي الفحم من الهاكا يعيشون في عدد من القرى الساحلية. في خمسينيات القرن التاسع عشر، هاجر عدد كبير من الصينيين من الصين إلى هونغ كونغ بسبب تمرد تايبينغ. ساهمت أحداث أخرى مثل الفيضانات والعواصف والمجاعات على الأراضي الصينية في ترسيخ مكانة هونغ كونغ كملجأ آمن للصينيين الراغبين في الهروب من هذه الفوضى.
وفقًا لإحصائية أجريت عام 1865، وصل التعداد السكاني لهونغ كونغ إلى 125,504 أشخاص بينهم نحو ألفين من الأمريكيين والأوروبيين. في عام 1914 وعلى الرغم من الهروب الجماعي لنحو 60,000 صيني خشية وقوع هجوم على المستعمرة خلال الحرب العالمية الأولى، استمر التعداد السكاني لهونغ كونغ بالارتفاع من 530,000 شخص عام 1916 إلى 725,000 عام 1925 وصولًا إلى 1.6 مليون بحلول عام 1941.

### التفرقة
أدى تأسيس الميناء الحر إلى جعل هونغ ميناء إعادة تصدير مهمًا منذ البداية، الأمر الذي اجتذب الأوروبيين والصينيين على حد سواء. بقي المجتمع مستقطبًا ومنقسمًا عنصريًا بسبب السياسات والمواقف الاستعمارية البريطانية. على الرغم من صعود الطبقة العليا من الصينيين الحاصلين على تعليم بريطاني في أواخر القرن التاسع عشر، منعت القوانين العنصرية مثل مرسوم حجز قمة جبل فيكتوريا الصينيين من الإقامة في الأماكن الفخمة مثل جبل فيكتوريا.
من الناحية السياسية، لم تملك الأغلبية السكانية الصينية أي تأثير حكومي رسمي يُذكر خلال معظم الفترة المبكرة من عمر المستعمرة. على الرغم من وجود عدد قليل من أفراد النخبة الحاكمة الصينية الذين اعتمد عليهم البريطانيون مثل السير كاي هو وروبرت هوتونغ. قبل أفراد النخبة مكانهم على سلم السلطة، ولعبوا دور وسيلة التواصل والوساطة الرئيسية بين الحكومة والشعب الصيني. كان السير كاي هو عضوًا غير رسمي في المجلس التشريعي لهونغ كونغ. أراد روبرت هوتونغ من المواطنين الصينيين الاعتراف بهونغ كونغ موطنًا جديدًا لهم بعد سقوط آخر السلالات الصينية الحاكمة عام 1911. باعتباره مليونيرًا ذا تأثير مالي كبير، أكد هوتونغ فكرة عدم وجود أي جزء من التركيبة السكانية لهونع كونغ قابل لاعتباره من السكان الأصليين للأرض.

## السياسة
لخص أحد المراقبين هذه العقود بكلمات «سياسة ودعاية إعلامية وذعر وإشاعات وشغب وثورة ولاجئون». رسخ دور هونغ كونغ كملجأ آمن للاجئين السياسيين مكانتها بشكل أكبر، وكانت محاولات إعادة ملكيتها نادرة في بداية القرن العشرين. وجد كل من الناشطين السياسيين الشيوعيين والقوميين الصينيين ملجأ في المستعمرة، حين لم يشاركوا بشكل فعال في الاضطرابات الجارية في الصين. لكن السلطات نسبت إضرابات عمال الموانئ التي حدثت في عشرينيات وثلاثينيات القرن العشرين إلى الشيوعيين، ما أدى إلى رد فعل ضدهم. انتهى إضراب في عام 1920 بزيادة في الرواتب قدرها 32 سنت هونغ كونغي. وصف المفكر أمبروز كينغ في ورقته البحثية المثيرة للجدل الامتصاص الإداري للسياسية في هونغ كونغ المنشورة عام 1975 إدارة هونغ كونغ بأنها «حكومة اتفاقية للنخبة». في هذه الورقة ادعى كينغ أن أي تحالف من النخبة أو القوى القابلة على تحدي مشروعية البنية الإدارية لهونغ كونغ كان يتحول إلى شريك ضمن الهيئة الموجودة مسبقًا من خلال تعيين الناشطين السياسيين البارزين ورجال الأعمال وبقية النخبة في الإشراف على لجان، إضافة إلى منحهم تكريمًا بريطانيًا وضمهم إلى تجمعات النخبة مثل نوادي هونغ كونغ لسباق الخيول.
دعا هذا النظام باسم «الحكم المشترك»، وهو امتداد لاستخدام جون كي. فيربانك لهذه الكلمة في وصف آليات الحكم في أواخر عهد سلالة تشينغ في الصين. عندما ظهرت الصين الحديثة بعد سقوط السلالة الحاكمة الأخيرة، كان التحول الفوري من تسريحة شعر كيو الطويلة إلى الشعر القصير واحدًا من أبكر القرارات السياسية التي اتخذتها هونغ كونغ. في عام 1938، سقطت غوانزو في يد اليابانيين، واعتُبرت هونغ كونغ إحدى النقاط العسكرية الاستراتيجية لجميع أشكال التجارة في الشرق الأقصى. على الرغم من تأكيد رئيس الوزراء البريطاني ونستون تشرشل أن هونغ كونغ كانت «قلعة منيعة»، تمكن اليابانيون من احتلال الجزيرة في رد أعاد البريطانيين إلى الواقع ليدرك تشرشل أن الجيش البريطاني تمدد بشكل كبير ولا يمكنه المحاربة على جبهتين.